# قاموس علم اشتقاق الألفاظ
قاموس علم اشتقاق الألفاظ  هو قاموس حر على الانترنت يصف أصول الكلمات باللغة الإنجليزية.

## عن القاموس
دوغلاس هاربر جمع القاموس باللغة الإنجليزية لتسجيل تاريخ وتطور أكثر من 30.000 كلمة، بما في ذلك اللغة العامية والمصطلحات الفنية، ويقول دوغلاس هاربر أن الجزء الأكبر من القاموس مترجم، يعمل هاربر كمحرر صفحة في جريدة (إل إن بي).
في يونيو عام 2015 احتوى القاموس على ما يقارب 50 ألف مصطلح، ويعتمد القاموس في مصادره على:
- قاموس اللغة الإنجليزية الحديثة (1921).
- قاموس اللغة الإنجليزية الأوسط.
- قاموس بارنهارت.

## مدى الثقة في القاموس
تم اعتماد القاموس من جامعة أوهايو، واعتمد في صحيفة شيكاغو تريبيون باعتباره واحدا من أفضل الموارد للعثور على أصول الكلمات وتاريخها. وكذلك هو مصدر أساسي لكل من يريد البحث عن مصدر لشرح تاريخ وتطور الكلمات.

## روابط خارجية
- الموقع الرسمي